# Estación de Baturité
El origen de la Estación Ferroviaria de Baturité se remonta a la construcción de una estación de la línea férrea llamada "línea-tronco” o “línea sur” perteneciente a la Red de Tráfico Cearense. El edificio de la Estación fue inaugurado el 2 de febrero de 1882, por el gobierno imperial de D. Pedro II. Está localizada en una de las principales plazas del Barrio Putiú. Al lado del edificio, sobre un monumento, una máquina Maria Fumaça fue colocada en los festejos de los cien años de la Línea de Ferrocarril de Baturité. Es uno de los pocos edificios preservados por el IPHAN y está preservado de vándalos. También se pueden observar los antiguos almacenes y las antiguas líneas que servían para la maniobra de los trenes